# 썬데이 서울
"썬데이 서울"은 2006년에 개봉한 대한민국의 영화이다.

## 캐스팅
- 봉태규 : 도연 역
- 이청아 : 영자 역
- 고은아 : 지연 역
- 박성빈 : 방문객 역
- 김수현 : 태풍 역
- 용이 : 진수 역
- 전재형 : 덕규 역
- 김추련 : 아버지 역
- 정소녀 : 어머니 역
- 김성진 : 민석 역
- 정아름 : 딸 역
- 권일수 : 관장 역
- 건일 : 건일 역
- 마동석 : 형사 1 역
- 정윤민 : 형사 2 역
- 김태환 : JSA 사병 / 사제들 역
- 이주환 : 사제들 / 포장마차손님 역
- 윤상현 : 데이트 남자 역
- 이현우 : 경비행기 조종사 역
- 이하늘 : 서당 일진회 역
- 김창렬 : 서당 일진회 역
- 정재용 : 서당 일진회 역
- 김영진 : 서당 일진회 역
- 김수미 : 포장마차 주인 역 (특별출연)
- 배한성 : 늑대소년 - 동물의 왕국 목소리 역 (특별출연)
- 추상미 : 늑대소년 - DJ 목소리 역 (특별출연)
- 이택림 : 대학가요제 MC 목소리 역 (특별출연)
- 임예지 : 대학가요제 MC 목소리 역 (특별출연)
- 김홍표 : 뉴스기자 / 태풍 목소리 역 (특별출연)